# Ils étaient tous mes fils (film, 1948)
Pour plus de détails, voir Fiche technique et Distribution.
Ils étaient tous mes fils (All My Sons) est un film américain réalisé par Irving Reis, sorti sur les écrans en 1948.

## Synopsis
Joe Keller et Herb Deever étaient associés dans un marché d'approvisionnement de pièces détachées pour l'armée de l'air américaine. Après la découverte de plusieurs malfaçons ayant conduit à la perte de plusieurs pilotes, Deever a été arrêté et Keller laissé libre.
Mais Kate et Joe Keller apprennent que leur fils Chris a décidé de partir à Chicago pour épouser la fiancée de son frère disparu, Ann Deever, et ne reprendra sans doute pas l'affaire familiale. Car Larry, l'aîné de Chris, aviateur, a été porté disparu en mission.
George, frère d'Ann, tâche lui aussi de la dissuader d'épouser un Keller, d'autant qu'une rumeur se propage en ville, selon laquelle Joe Keller porte une lourde responsabilité dans la mort de 21 pilotes. Au restaurant, l'industriel se fait même insulter. 

## Fiche technique
- Titre : Ils étaient tous mes fils
- Titre original : All My Sons
- Réalisation  : Irving Reis
- Production : Chester Erskine
- Société de production et de distribution : Universal Pictures
- Scénario : Chester Erskine d'après la pièce Ils étaient tous mes fils d'Arthur Miller
- Photographie  : Russell Metty
- Musique : Leith Stevens
- Direction artistique : Hilyard M. Brown et Bernard Herzbrun
- Décorateur de plateau : A. Roland Fields et Russell A. Gausman
- Costumes : Grace Houston
- Montage : Ralph Dawson
- Pays d'origine :  États-Unis
- Langue originale : anglais
- Format : noir et blanc – 35 mm – 1,37:1 – mono (Western Electric Recording)
- Genre : Drame
- Durée : 94 minutes
- Dates de sortie :
  - États-Unis : 27 mars 1948 (première à New York)
  - France : 17 novembre 1948

## Distribution
- Edward G. Robinson (VF : Raymond Rognoni) : Joe Keller
- Burt Lancaster (VF : André Falcon) : Chris
- Louisa Horton : Ann Deever
- Mady Christians : Kate
- Frank Conroy : Herb Deever
- Howard Duff : George
- Lloyd Gough : Jim Bayliss
- Arlene Francis : Sue Bayliss
- Harry Morgan : Frank Lubey
- Elisabeth Fraser : Lydia Lubey

Acteurs non crédités
- Harry Harvey : Juge
- Herb Vigran : Wertheimer